# سومالی در المپیک تابستانی ۱۹۸۸
سومالی در بازی‌های المپیک تابستانی ۱۹۸۸ که در سئول، کره جنوبی برگزار شد، حضور داشته‌است.

## دو و میدانی
مردان
| ورزشکار           | رویداد    | دور اول  | دور اول | دور دوم | دور دوم | نیمه‌نهایی          | نیمه‌نهایی          | فینال              | فینال              |
| ورزشکار           | رویداد    | نتیجه    | رتبه    | نتیجه   | رتبه    | نتیجه              | رتبه               | نتیجه              | رتبه               |
| ----------------- | --------- | -------- | ------- | ------- | ------- | ------------------ | ------------------ | ------------------ | ------------------ |
| ابراهیم اوکاش     | ۸۰۰ متر   | ۱:۴۸٫۹۷  | ۳ q     | ۱:۴۶٫۵۵ | ۴ q     | ۱:۴۶٫۶۲            | ۸                  | به این مرحله نرسید | به این مرحله نرسید |
| جما محمد عدن      | ۱٬۵۰۰ متر | ۳:۴۹٫۸۴  | ۱۱      | ن/م     | ن/م     | به این مرحله نرسید | به این مرحله نرسید | به این مرحله نرسید | به این مرحله نرسید |
| ابوبکر حسن عدنی   | ۵٬۰۰۰ متر | ۱۴:۳۷٫۹۸ | ۱۳      | ن/م     | ن/م     | به این مرحله نرسید | به این مرحله نرسید | به این مرحله نرسید | به این مرحله نرسید |
| محدین محمد کولمیه | ماراتن    | ن/م      | ن/م     | ن/م     | ن/م     | ن/م                | ن/م                | ۲٫۵۸:۱۰            | ۹۱                 |
| احمد محمد اسماعیل | ماراتن    | ن/م      | ن/م     | ن/م     | ن/م     | ن/م                | ن/م                | عدم پایان          | عدم پایان          |

کلید
- یادداشت–رتبه‌های ارائه‌شده برای رویدادهای میدانی تنها شامل مرحلهٔ مقدماتی ورزشکار می‌شوند
- Q = احراز صلاحیت برای دور بعدی
- q = احراز صلاحیت برای دور بعدی به‌عنوان سریع‌ترین بازنده یا, در رویدادهای میدانی، بر پایه جایگاه بدون دستیابی به هدف احراز صلاحیت
- ر. م. = رکورد ملی
- ن/م = رویداد فاقد این دور مسابقه است
- Bye = ورزشکار ملزم به شرکت در این دور نبوده‌است